# Roberto Astudillo
Roberto Astudillo ist eine Ortschaft und eine Parroquia rural („ländliches Kirchspiel“) im Kanton Milagro in der ecuadorianischen Provinz Guayas. Die Parroquia besitzt eine Fläche von 88,56 km². Die Einwohnerzahl lag im Jahr 2010 bei 10.823. Für das Jahr 2015 wurde eine Einwohnerzahl von 12.301 prognostiziert.

## Lage
Die Parroquia Roberto Astudillo liegt im Küstentiefland östlich der Großstadt Guayaquil. Die nach Westen fließenden Flüsse Río Milagro im Norden und Río Chimbo (auch Río Yaguachi) im Süden begrenzen das Gebiet. Der etwa 25 m hoch gelegene Hauptort befindet sich 10 km südöstlich vom Kantonshauptort Milagro an der Straße E488 zum 6 km weiter östlich gelegenen Naranjito.
Die Parroquia Roberto Astudillo grenzt im Westen an das Municipio von Milagro, im Norden an die Parroquia Mariscal Sucre, im äußersten Nordosten an die Parroquia Coronel Lorenzo de Garaicoa (Kanton Simón Bolívar), im Osten an den Kanton Naranjito sowie im Süden an den Kanton Coronel Marcelino Maridueña und an die Parroquia Pedro J. Montero (Kanton San Jacinto de Yaguachi).

## Orte und Siedlungen
Die Parroquia Roberto Astudillo ist in 18 Recintos sowie in zwei Áreas urbanas gegliedert. Die Áreas urbanas sind Cruce de Venecia (Sitz der Verwaltung) und Venecia Central.
Die Recintos sind:
- Chimbo de Venecia
- Córdova
- Cristo del Consuelo
- El Campamento
- El Chontillal
- El Gran Chaparral
- El Guabo
- El Manantial
- El Papayal
- Flor del Bosque
- Galápagos
- La Manga de Jején
- La Trocha
- La Vuelta del Piano
- Las Guayjas
- Linderos de Venecia
- San Antonio
- San Francisco de Guabí

## Geschichte
Die Parroquia wurde am 21. Juni 1973 im Kanton Milagro gegründet. Namensgeber war Roberto Astudillo Valverde (*7.06.1885; †28.07.1904), der bei einer militärischen Auseinandersetzung zwischen Ecuador und Peru am Außenposten Torres Causana fiel.